# Сальватьєрра-де-Еска
Сальватьєрра-де-Еска (ісп. Salvatierra de Esca) — муніципалітет в Іспанії, у складі автономної спільноти Арагон, у провінції Сарагоса. Населення — 235 осіб (2010).
Муніципалітет розташований на відстані близько 340 км на північний схід від Мадрида, 110 км на північ від Сарагоси.
На території муніципалітету розташовані такі населені пункти: (дані про населення за 2010 рік)
- Лорбес: 6 осіб
- Сальватьєрра-де-Еска: 229 осіб

## Демографія
Динаміка населення (INE ):

## Галерея зображень

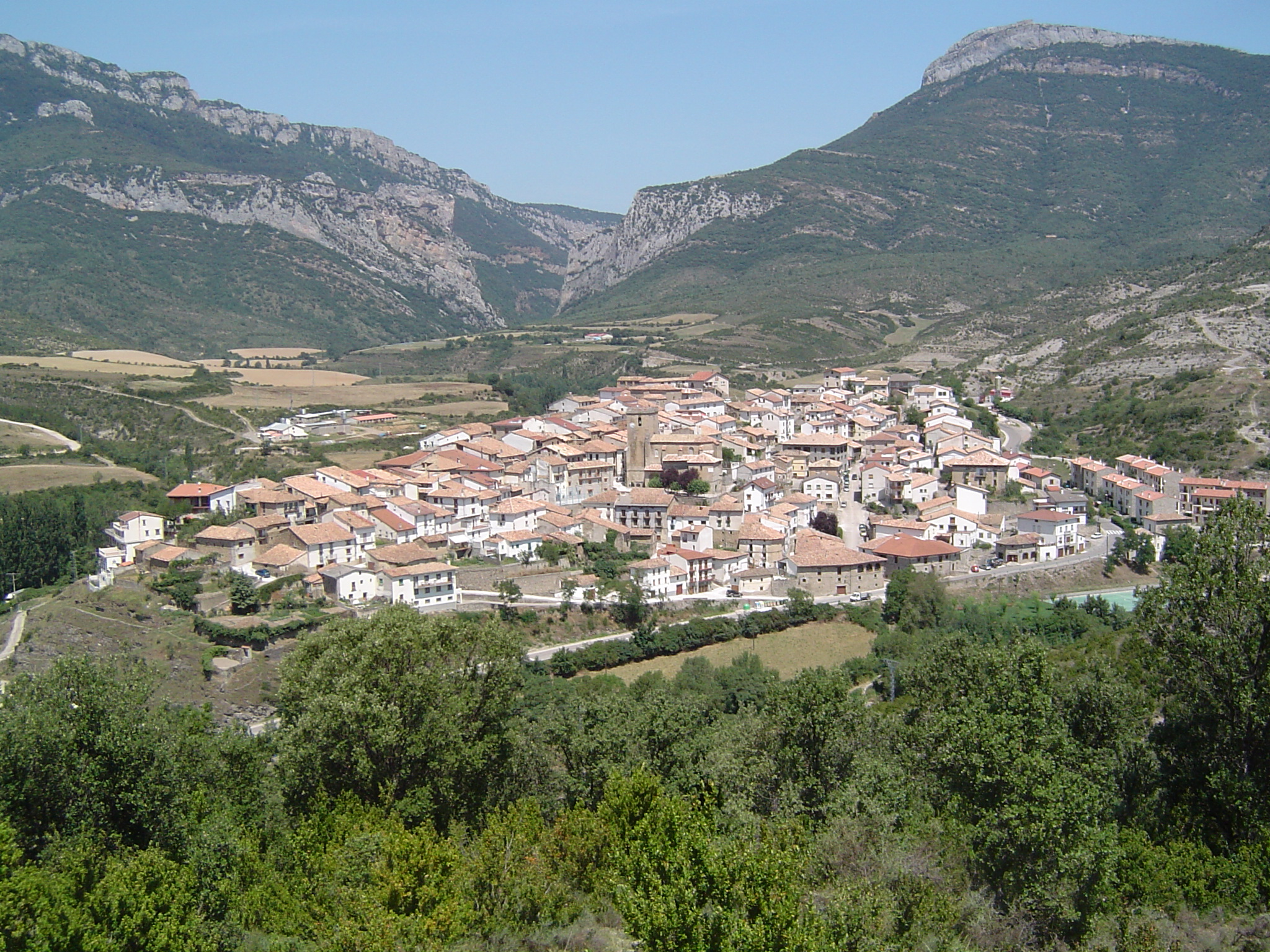
Сальватьєрра-де-Еска у 2006